# 等長写像
数学、とくに幾何学において等長写像（とうちょうしゃぞう）または等距離写像（とうきょりしゃぞう）とは、"長さ" を変えない（距離を保つ、distance preserving）写像のことである。全単射であるものに限って等長写像 (isometry) という場合もある。

## 定義
距離空間 (X, d) の任意の元を x, y とする（d は距離関数）。このとき、X から別の距離空間 ( X' ,  d' ) への写像 f が、
{\displaystyle d(x,y)=d'(f(x),f(y))}
なる関係を満たすとき、写像 f は距離を保つ、あるいは f は等長写像であるという。定義から、等長写像が単射であることはすぐに分かる。
距離空間 X, Y の間に距離を保つ全単射 (isometry) が存在するとき、X と Y は距離空間として等長 (isometric) であるという。また、距離空間 X からそれ自身への距離を保つ全単射を X 上の等長変換という。X 上の等長変換の全体は群を成し、それを X の等長変換群とよぶ。
定義をノルム空間に適用すると、ベクトル空間 X におけるノルムを || · ||X で表すとき、写像 f: X → X' が等長写像であるための条件は
||x - y||X = ||f(x) - f(y)||X'
となる。特に f が線形写像ならばこれは ||x||X = ||f(x)||X' と同じである。

## 計量
以下では X をノルム空間とする。X の部分集合 W に対して、f(W):= {f(x) | x∈W} とする。X 内の二つの部分集合 C, C' に対し、等長写像 f が存在して f( C' ) = C が言えるとき、C と  C'  は合同であるという。また、aC:= {ax | x∈C} としたとき、ある正数 k が存在して f( C' ) = kC がいえれば、C と  C'  は相似であるという。
X がさらに計量ベクトル空間であって、||x|| = <x, x>1/2 であり、f が線形変換ならば、f は内積を変えない。これは次のようにして分かる。X の元 x, y に対し、内積の実部に関して
| {\displaystyle \Re \langle f(x),f(y)\rangle } | {\displaystyle ={\frac {1}{2}}(\|\|f(x)+f(y)\|\|^{2}-\|\|f(x)\|\|^{2}-\|\|f(y)\|\|^{2})} |
|                                               | {\displaystyle ={\frac {1}{2}}(\|\|x+y\|\|^{2}-\|\|x\|\|^{2}-\|\|y\|\|^{2})}             |
|                                               | {\displaystyle =\Re \langle x,y\rangle }                                                 |

となる。虚部が等しいことは、x を -ix に置き換えると <-ix, y> の実部が <x, y> の虚部に等しいことから確かめられる。逆に内積を保てばもちろん等長写像になる。

## 直交変換・ユニタリ変換
X が実ベクトル空間であるとき、線形な等長変換として直交変換が対応する。これは直交行列 T を用いて Tx と書くことができる。複素ベクトル空間では同様な写像にユニタリ変換（およびその行列表現としてのユニタリ行列）が対応する。
一般に、実ベクトル空間内の等長写像は直交行列 T とあるベクトル a を用いて Tx + a と書くことができる（アフィン変換）。このうち、|T| = 1であるものを特にユークリッドの運動と呼ぶ。これは "回転"・"平行移動" の二つを合成してできるものである。上述の通り、等長写像はユークリッド空間の図形の間の合同をもたらすが、さらに一般に、リーマン多様体の間の等長写像（各点の微分が等長写像になるというように定義される。詳しい方の加筆を求む!）はその構造をすべて保存する。このような等長写像は運動と呼ばれ、運動の全体はある群をなす。